# Multinational Medical Coordination Centre-Europe
Das Multinational Medical Coordination Centre-Europe (MMCC-E) ist dem Kommando Sanitätsdienst der Bundeswehr unmittelbar nachgeordnetes Dienststellensegment und damit dem Inspekteur des Sanitätsdienstes der Bundeswehr unterstellt. Die Aufstellung erfolgte am 1. April 2018 in Koblenz in der Liegenschaft der Rhein-Kaserne.

## Geschichte
Im Rahmen der Weiterentwicklung des Framework Nations Concept (FNC) Cluster Medical Support unterzeichneten die Inspekteure von acht Sanitätsdiensten europäischer NATO-Staaten am 2. Mai 2017 auf der Festung Ehrenbreitstein in Koblenz ein Grundlagendokument für eine verstärkte und nachhaltige Zusammenarbeit. Mit der Unterzeichnung der Absichtserklärung (Declaration of Intent) legten sie symbolisch den Grundstein für ein gemeinsames Planungs- und Koordinierungselement europäischer Sanitätsdienste, das Multinational Medical Coordination Centre.
Um die Zusammenarbeit der Sanitätsdienste effektiv und zielorientiert zu unterstützen, wurde unter Federführung des Sanitätsdienstes der Bundeswehr dieses multinationale Planungselement aufgestellt und zusammen mit den beteiligten Partnernationen betrieben. Hauptaufgabe des Multinational Medical Coordination Centre, kurz: MMCC, wird die Schaffung der notwendigen Voraussetzungen für die multinationale sanitätsdienstliche Unterstützung von Streitkräften im gesamten Aufgabenspektrum. Damit forciert das MMCC die bereits stattfindende Entwicklung hin zu deutlich mehr internationaler Zusammenarbeit und wirkt als Katalysator im Bereich Capability Enhancement. Der multinational besetzte Aufstellungsstab nahm Anfang April 2018 die Arbeit auf. Zum Jahreswechsel 2018/19 wurde die Zusammenarbeit auf einigen Feldern mit dem MilMedCoE (Centre of Excellence in Military Medicine) verabredet, sowie mit dem britischen Sanitätsdienst der neunte Partner für das MMCC gewonnen.
Des Weiteren wurde die PESCO Initiative European Medical Command (EMC) durch Aufstellungsbefehl des Inspekteur Sanitätsdienst dem MMCC zugeordnet. Unter dem Motto „two initiatives – one task“ verantwortet der Aufstellungsstab sowohl den Aufbau des MMCC als auch des EMC.
Am 3./4. September 2019 fand die IOC (Initial Operational Capability) - Zeremonie des MMCC/EMC auf der Festung Ehrenbreitstein und in der Rhein-Kaserne statt.
Mit der Unterzeichnung haben die höchsten Vertreter der Sanitätsdienste aus 14 Nationen eine Erklärung unterzeichnet, die beide Initiativen (NATO/EU) zusammenführen soll.
Mit der Zeichnung der Declaration of Initial Operational Capability MMCC/EMC am Rande der COMEDS Plenary in Brüssel am 27. November ist die Slowakische Republik die 15. Mitgliedsnation. Durch den Beitritt der Republik Polen, dem Königreich Spanien und der Republik Litauen bis zur Jahresmitte 2020 sind nun 18 Nationen im MMCC/EMC organisiert.
Durch die jüngste Vereinbarung mit der United States Army verdichtet das Multinational Medical Coordination Center/European Medical Command (MMCC/EMC) weiter sein Netzwerk an internationalen Kontakten. Am 11. Mai unterzeichneten der Kommandeur der 30. Medizinischen Brigade, Oberst Jason Wieman, und der Direktor des MMCC/EMC, Generalarzt Dr. Stefan Kowitz, das Protokoll für die Entsendung eines Verbindungsoffiziers der United States Army Europe and Africa (USAREUR-AF) zum MMCC/EMC in Koblenz.
Die volle Einsatzbereitschaft (Full Operational Capability (FOC)) des MMCC/EMC wurde während der NATO COMEDS Plenary am 30. Mai 2022 in Madrid durch die Nationen gezeichnet.
Im August 2022 verdichtete das MMCC/EMC mit einer Vereinbarung mit der Confédération Interalliée des Officiers Médicaux de Réserve (CIOMR) erneut das Geflecht der internationalen Ansprechstellen.
Die nächste Großübung des MMCC-E, „Casualty Move 2024“ (CAMO24), welche sich gerade in Vorbereitung befindet, wird das Szenario einer Joint Operation mit der Aktivierung der Bündnisverteidigungs- und gegenseitigen Unterstützungsbestimmungen weiterzeichnen, um die nationalen Befehlsebenen des Gesundheitskrisenmanagements in Patientensteuerung zu trainieren. Die geschieht auch in der Aussicht auf eine verstärkte zivil-militärische Zusammenarbeit. Das im September 2024 stattfindende Wargaming wird sich auf ein Konfliktszenario im Rahmen der Landes- und Bündnisverteidigung konzentrieren. Im Fokus steht die komplette Evakuierung von Verletzten und Verwundeten von der Front in das jeweilige Heimatland.
Durch eine Reihe von durchgeführten sanitätsdienstlichen Planspielen (Medical Wargamings) hat sich das MMCC/EMC inzwischen einen soliden Ruf erarbeitet und beeinflusst beispielsweise die konzeptionelle Entwicklung des Patiententransports aus Konfliktgebieten. Die Mitgliedsnationen diskutierten zuletzt welche Rolle das MMCC/EMC dabei künftig haben könnte.
Im Herbst 2023 einigten sich die Vertreter der Mitgliedsnationen des MMCC/EMC auf die Umbenennung in Multinational Medical Coordination Centre - Europe, kurz MMCC-E.
Am 4. April 2024 kündigte Bundesminister der Verteidigung Boris Pistorius an, dass der Zentrale Sanitätsdienst der Bundeswehr zukünftig Teil des neuen Unterstützungsbereichs werden wird, sodass auch das Multinational Medical Coordination Centre-Europe in diesen Bereich wechselt.

## Leitung
Der Direktor MMCC-E ist mit der Führung beauftragt. Er ist dem Inspekteur des Sanitätsdienstes der Bundeswehr unterstellt.

## Aufgaben
- Die Aufgabe besteht in der ressourcenschonenden Vernetzung bestehender und neuer Expertiseträger und der entsprechenden Koordinierung der Arbeit.
- Es hat eine koordinative Funktion in der multinationalen Fähigkeitsentwicklung im Framework Nations Concept (FNC) Cluster Medical Support.[24]
- Das MMCC-E arbeitet zusammen mit Truppenteilen und Dienststellen der NATO, der EU sowie weiteren nationalen wie internationalen Organisationen oder Arbeitsgruppen im Bereich der sanitätsdienstlichen Fähigkeitsentwicklung[25] und des Aufbaus Larger Formations.

## Aufbau
Dem Direktor MMCC-E unterstehen:
- Direktorat – Führung/Steuerung
  - Stv Direktorat – Deputy Director EU Matters (FRA)
  - Stv Direktorat – Deputy Director NATO Matters (NLD)
  - Executive Officer mit Unterstützungselement – Coordination & Support (US Liaison Officer)
    - Bereich (Branch) – Ops/Plans (LUX Staff Officer und SVK Staff Officer)
    - Bereich (Branch) – Wargaming/Exercises (HUN Staff Officer und BEL NCO)
    - Bereich (Branch) – Medical Logistics
    - Bereich (Branch) – Telehealth/medCBRN (BEL Staff Officer)
    - Bereich (Branch) – Medical Situational Awareness / Civil-Military Interface

## Unterstellte Verbände
Dem Multinational Medical Coordination Centre-Europe sind keine Verbände unterstellt.

## Verbandsabzeichen
Die Angehörigen des Multinational Medical Coordination Centre-Europe tragen wie die Angehörigen des Kommando Sanitätsdienst der Bundeswehr als internes Verbandsabzeichen das Abzeichen des aufgelösten Führungsstabes des Sanitätsdienstes im Bundesministerium der Verteidigung.

## Führung
| Nr. | Name                        | Nation      | Beginn der Amtszeit | Ende der Amtszeit |
| --- | --------------------------- | ----------- | ------------------- | ----------------- |
| 4   | Generalarzt Thorsten Schütz | Deutschland | 20. Mai 2025        | laufend           |
| 3   | Generalarzt Rolf von Uslar  | Deutschland | 1. Okt. 2024        | 20. Mai 2025      |
| 2   | Generalarzt Stefan Kowitz   | Deutschland | 18. Juli 2019       | 30. Sep. 2024     |
| 1   | Generalarzt Bruno Most      | Deutschland | 1. Apr. 2018        | 18. Juli 2019     |

| Nr. | Name                    | Nation      | Beginn der Amtszeit | Ende der Amtszeit |
| --- | ----------------------- | ----------- | ------------------- | ----------------- |
| 1   | Oberst Jürgen Muntenaar | Niederlande | 1. Mai 2021         | laufend           |

| Nr. | Name                        | Nation     | Beginn der Amtszeit | Ende der Amtszeit |
| --- | --------------------------- | ---------- | ------------------- | ----------------- |
| 2   | Oberstarzt David Lacassagne | Frankreich | 1. Sep. 2022        | laufend           |
| 1   | Oberstarzt Thierry Lanteri  | Frankreich | 1. Sep. 2020        | 31. Aug. 2022     |

| Nr. | Name                                         | Nation      | Beginn der Amtszeit | Ende der Amtszeit |
| --- | -------------------------------------------- | ----------- | ------------------- | ----------------- |
| 4   | Oberst Andreas Klaus Godau                   | Deutschland | 19. Dez. 2023       | laufend           |
| 3   | Oberst i. G. Jochen Thumser                  | Deutschland | 1. Nov. 2019        | 18. Dez. 2023     |
| 2   | Oberstleutnant Alexander Jäckel (Beauftragt) | Deutschland | 1. Aug. 2018        | 31. Okt. 2019     |
| 1   | Oberstarzt Egon Ritter (Wahrnehmung)         | Deutschland | 1. Apr. 2018        | 31. Juli 2018     |